# Emiliano Zapata (Veracruz)
Emiliano Zapata è una municipalità dello stato di Veracruz, nel Messico centrale, il cui capoluogo è la località di Dos Ríos.
Conta 61.718 abitanti (2010) e ha una estensione di 415,67 km². 	 		
La città deve il suo nome al famoso capo rivoluzionario Emiliano Zapata Salazar.